# Mei 2008
Dit artikel geeft een chronologisch overzicht van belangrijke gebeurtenissen per dag in de maand mei van het jaar 2008.

## Gebeurtenissen

### 1 mei
- In China is de Hangzhou Baai-brug geopend. Met een lengte van 36 kilometer is het de langste brug ter wereld die over zeewater gaat.

### 2 mei
- In de Jemenitische stad Sa'dah vindt een bomaanslag plaats aan de ingang van de Bin Salmanmoskee. Minstens vijftien mensen komen om. Er vallen ook ten minste 55 gewonden.

### 3 mei
- Het zuiden van Myanmar wordt getroffen door de cycloon Nargis. Zo'n tachtig- tot honderdtwintigduizend mensen komen om het leven, de schade is aanzienlijk. De internationale hulp kan slechts langzaam op gang komen vanwege de tegenwerking van de Myanmarese junta. Wikinieuws

### 5 mei
- De NorNed-kabel tussen Noorwegen en Nederland, met 580 km de langste onderzeese hoogspanningskabel ter wereld, wordt in gebruik genomen.
- Ronnie O'Sullivan wint het WK snooker voor de derde keer in zijn carrière. In de finale is hij met 18-8 te sterk voor Ali Carter.

### 6 mei
- De vulkaan Chaitén in het Zuid-Chileense Patagonië spuwt as uit. Sinds vijf dagen is de vulkaan bezig uit te barsten, voor het eerst sinds vele duizenden jaren. Dorpen in de omgeving zijn ontruimd.
- Het schilderij Le Pont du chemin de fer à Argenteuil van de Franse kunstschilder Claude Monet brengt bij een veiling meer dan 41 miljoen dollar op.

### 7 mei
- Dmitri Medvedev is beëdigd als de nieuwe (derde) president van Rusland. Zijn voorganger Vladimir Poetin heeft na acht jaar zijn functie neergelegd en wordt nu premier van Rusland.

### 8 mei
- Er komt steeds meer internationale kritiek op de militaire junta van Myanmar omdat zij de hulpverlening na de cycloon Nargis zouden frustreren. Mogelijk zijn er meer dan 100 000 doden gevallen.
- François Sterchele overlijdt na een verkeersongeval op de E34 Antwerpen - Gent ter hoogte van Vrasene. De Belgische voetbalwereld is diep geschokt.

### 9 mei
- De Nederlandse volkszanger Frans Bauer trouwt met Mariska van Rossenberg in het Mauritshuis te Willemstad en de Basiliek van de H.H. Agatha en Barbara te Oudenbosch.
- Bij een brand op een scheepswerf in het Nederlandse De Punt komen drie leden van de vrijwillige brandweer om het leven.

### 12 mei
- Een zware aardbeving met een kracht van 7,8 op de schaal van Richter treft de provincie Sichuan in het zuidwesten van China. Zeker 51 000 mensen komen hierdoor om het leven. Wikinieuws

### 13 mei
- Een grote brand verwoest een gebouw van de faculteit Bouwkunde van de Technische Universiteit Delft.Wikinieuws
- De Belgische voetballer, François Sterchele, is begraven in Alleur

### 16 mei
- Bij een bankoverval in de plaats Cabuyao in de Filipijnse provincie Laguna worden tien bankmedewerkers doodgeschoten.

### 18 mei
- In het kader van Amsterdam Wereldboekenstad vindt rond het Waterlooplein en de Nieuwmarkt met ruim 900 kramen de grootste boekenmarkt ter wereld plaats.

### 19 mei
- De RDW introduceert nieuwe Nederlandse kentekencombinaties voor personenauto's. Ze bestaan uit twee cijfers, drie letters en dan nog een cijfer. Het oude systeem, met drie tweetallen van letters en cijfers, werd in 1951 ingevoerd, maar hiervan zijn alle combinaties zo goed als opgebruikt.

### 20 mei
- In het gebouw van de Berliner Philharmoniker in Berlijn breekt brand uit tijdens een openbare repetitie van het Te Deum van Hector Berlioz, waar driehonderd bezoekers naar luisteren. Er vallen geen gewonden.
- In Delft wordt een 33-jarige man opgepakt met betrekking tot de vooralsnog onopgeloste Puttense moordzaak uit 1994. De politie kwam de verdachte op het spoor door een DNA-test.Wikinieuws

### 22 mei
- De juntaleider van Myanmar, Than Shwe, zegt in een gesprek met VN-secretaris-generaal Ban Ki-moon toe dat alle hulporganisaties die de slachtoffers van de cycloon Nargis willen helpen, worden toegelaten.
- Jaap Amesz wint de veelbesproken Nederlandse realityshow De Gouden Kooi. In dit televisieprogramma is het de bedoeling in een luxe villa te Eemnes medebewoners de deur uit te treiteren.
- Bij een oefening op de Oirschotse Heide komt een 43-jarige onderofficier van de Nederlandse Koninklijke Landmacht bij een ongeval om het leven. Later op de dag vallen bij een oefening in Duitsland nog eens acht gewonden.

### 23 mei
- De digitale versie van de Statenvertaling van 1637 is vanaf deze datum op het internet te raadplegen. 135 vrijwilligers hebben dit project uitgevoerd. De bijna 2,6 miljoen Bijbelwoorden moesten handmatig worden ingetikt.
- Archeologen hebben nabij het nieuwe verkeersknooppunt Ekkersrijt bij Eindhoven een grote nederzetting opgegraven uit de Bronstijd (circa 1500 tot 850 jaar voor Christus).

### 24 mei
- De Congolese senator Jean-Pierre Bemba wordt in Brussel gearresteerd. Het Internationaal Strafhof verdenkt hem van oorlogsmisdaden.
- In Belgrado vindt de finale van Eurovisiesongfestival 2008 plaats; de winnaar is de Rus Dima Bilan met het nummer Believe.

### 25 mei
- Een Boeing 747 van Kalitta Air schuift van de baan en breekt in drie delen na een poging om op te stijgen van Brussels Airport.

### 26 mei
- De Amerikaanse ruimtesonde Phoenix landt veilig op de noordpool van Mars om de bodem onder het ijs op sporen van klimaatwijzigingen en eventuele micro-organismen te gaan onderzoeken. In 2004 vond de Mars Express van de ESA reeds waterdamp in de atmosfeer van de rode planeet en in 2005 ijs in een krater op het noordelijk halfrond.

### 27 mei
- Omdat de Dode Zee dreigt op te drogen, gaat het Nederlandse keuringsinstituut KEMA in opdracht van de Wereldbank onderzoeken of deze met water uit de Rode Zee kan worden bijgevuld.

### 28 mei
- In Nepal, het enige hindoeïstische koninkrijk ter wereld, wordt de monarchie afgeschaft en een federale republiek uitgeroepen.
- Een Franse rechtbank veroordeelt Michel Fourniret tot levenslang zonder kans op vervroegde vrijlating voor de moord op zeven meisjes. Zijn vrouw Monique Olivier wordt eveneens veroordeeld tot levenslang. Wikinieuws

### 29 mei
- Survival International, een internationale organisatie die opkomt voor bedreigde inheemse volkeren, deelt mee dat er in het West-Braziliaanse deel van het oerwoud van de Amazone een nieuwe indianenstam is aangetroffen.
- Door een aardbeving in IJsland met een kracht van 6,1 op de schaal van Richter raken 30 mensen gewond.

### 30 mei
- 111 landen van de Cluster Munition Coalition komen in Dublin overeen clusterbommen uit te bannen. De belangrijkste producenten van dit wapentuig - de Verenigde Staten, China, Rusland, India, Pakistan en Israël - zijn niet bij de conferentie aanwezig omdat zij tegen een verbod zijn.

### 31 mei
- In New York vestigt de Jamaicaanse atleet Usain Bolt met een tijd van 9,72 seconden een nieuw wereldrecord op de 100 meter sprint.

<< · januari · februari · maart · april · mei · juni · juli · augustus · september · oktober · november · december · >>